# Laure Noualhat
Laure Noualhat, née le 14 janvier 1974 à Avignon, est une journaliste, écrivaine et réalisatrice française.

## Biographie
Journaliste à Libération pendant 15 ans, elle y tient également un blog sur l’environnement entre 2007 et 2015 appelé « Six pieds sur Terre ».
Elle tente de trouver des approches alternatives telles que La Minute nécessaire de Bridget Kyoto afin d’alerter sur les risques environnementaux, créée avec Eric La Blanche,. « Bridget est comme nous, désespérée par le crasse aveuglement de notre civilisation mais elle est trop sérieuse pour ne pas en rire. D’elle-même et du reste. Pour ne pas pleurer. Elle cultive la vie, l’autodérision, l’absurde et se moque de tout, y compris de l’écologie et de ceux qui la font ; elle plaisante depuis le pont du Titanic qui s’incline. Il n’y a pas assez de canots de sauvetage pour tout le monde, de toute façon. »
À la suite de la lecture d’un article paru dans la revue Nature en 2012, expliquant que les écosystèmes sont à bout de souffle et que les premiers effondrements des services écosystémiques apparaîtront d’ici 2030 à 2040, elle sombre dans une "éco-dépression". Elle tirera de cette expérience de deuil un livre dans lequel elle interroge des personnalités telles que Nicolas Hulot, Delphine Batho, Cyril Dion, Claire Nouvian, Isabelle Autissier. Pour lutter contre l’écoanxiété qui touche de plus en plus de jeunes, elle incite à l’action locale et à la sobriété. Il faut « rencontrer des gens qui agissent, en parler autour de soi, se rassembler, faire la fête, aller vers l’association la plus proche de chez soi pour ainsi expulser la colère, la peine et l’impuissance. Puis agir. », nous dit-elle.
Elle travaille sur les questions nucléaires, démographiques, environnementales en général... Elle a par ailleurs approfondi la question de la reproduction artificielle de l'humain (la procréation médicalement assistée ou PMA, ndla) dans un documentaire diffusé sur France Télévisions en 2018. Et apporte une contradiction "de gauche, féministe et écologiste" à la PMA dans son ouvrage, Lettre ouverte aux femmes qui n'ont pas (encore) d'enfant, paru chez Plon en 2018. Elle n'a pas eu d'enfant, entre autres par choix écologique.
En 2013, elle quitte Paris pour s’installer à Joigny dans une vieille maison et un environnement qui lui permet de se relier à la terre. Elle découvre l’écoféminisme.

## Documentaire
Elle réalise une série de petits documentaires de 10 × 15 minutes pour la plateforme numérique France.tv Slash, dont la diffusion initialement prévue pour l’automne 2020 est reportée au premier semestre 2021. Intitulée Carbonisés, la série suit la progression de plusieurs personnages en proie à des "tourments climatiques".

## Publications
En 2020, elle publie le livre Comment rester écolo sans finir dépressif, qui parle de l'éco-anxiété, suivi en 2023 de Bifurquer par temps incertains, puis en 2025 d'un ouvrage (basé sur une enquête qui donnera aussi un documentaire) : Le nucléaire va ruiner la France.

## Filmographie
- 2009 : Déchets, le cauchemar du nucléaire, documentaire coréalisé avec Eric Guéret[12]
- 2014 : Climatosceptiques : la guerre du climat, documentaire coréalisé avec Franck Guérin[13]
- 2018 : Après demain, documentaire co-réalisé avec Cyril Dion et faisant le point sur les réalisations décrites et initiés par le film Demain[14], diffusé dans l’émission Infrarouge le 11 décembre 2018
- 2018 : PMA, le meilleur des mondes ?, documentaire coréalisé avec Jean Crépu[15]
- [vidéo] Bridget Kyoto, « Footu », sur YouTube, 9 avril 2020 (consulté le 20 août 2020)
- 2025 : Nucléaire, comment il va ruiner la France, documentaire Reporterre coréalisé avec Clarisse Feletin

## Publications
- Déchets. Le cauchemar du nucléaire, Essais, 2009 (ISBN 978-2021005387)
- Lettre ouverte à celles qui n’ont pas (encore) d’enfant, Plon, 2018 (ISBN 978-2259263863)
- Comment rester écolo sans finir dépressif, Editions Tana, coll. « Domaine français », 2020 (ISBN 979-1030103205)
- Bifurquer par temps incertains, Editions Tana, 2023  (EAN 9791030103922)